# Hafid Abdessadek
Hafid Abdessadek (en arabe : حفيظ عبد الصادق) né le 4 février 1974, est un footballeur international marocain reconverti en tant qu’entraîneur de football.

## Biographie

### Joueur

#### Club
- 1996-2005 :  Raja Club Athletic
- 2005-2007 :  FAR de Rabat
- 2007-2009 :  Olympique de Safi
- 2009-2010 :  Maghreb de Fès
- 2010-2012 :  Ittihad de Tanger

#### Sélection Nationale
- Avec l'équipe du Maroc :
  - Participation à la CAN 2006.

| Caps | Date       | Match            | Lieu      | Score | Compétition |
| 1    | 09/01/2006 | Maroc - RD Congo | Rabat     | 3 - 0 | Amical      |
| 2    | 14/01/2006 | Maroc - Zimbabwe | Marrakech | 1 - 0 | Amical      |
| 3    | 17/01/2006 | Maroc - Angola   | Rabat     | 2 - 2 | Amical      |
| ---- | ---------- | ---------------- | --------- | ----- | ----------- |

## Palmarès

### En tant que joueur
- Avec le Raja Club Athletic :
  - Vainqueur de la Ligue des champions de la CAF en 1997 et 1999, finaliste en 2002 ;
  - Vainqueur de la Coupe de la CAF en 2003 ;
  - Vainqueur de la Supercoupe d'Afrique en 2000, finaliste en 1998 ;
  - Vainqueur de la Coupe Afro-Asiatique en 1998 ;
  - Vainqueur du championnat du Maroc en 1996, 1998, 1999, 2000, 2001
  - Vainqueur de la Coupe du Trône en 1996, 2001 et 2005 ;
  - Participation à la Coupe du monde des clubs au Brésil en 2000 ;
  - Vainqueur du Tournoi de Abha en 2004, finaliste en 2001 ;
  - Finaliste de la Ligue des champions arabes en 1996.

Avec les FAR de Rabat :
- Coupe de la confédération
  - Finaliste : 2006
- Coupe du trône
  - Vainqueur : 2007

Avec le Maghreb de Fès :
- Coupe du trône
  - Finaliste : 2010